# Charles Clerget
Pour les articles homonymes, voir Clerget.
 (septembre 2016).
Charles Clerget est un officier français né à Langres le 8 octobre 1795 et mort à Paris le 16 mars 1849 . Il est connu pour la publication des Tableaux des Armées françaises pendant les guerres de la Révolution.

## Biographie
Il entre à l'École polytechnique le 1er novembre 1815, et en est licencié le 13 avril 1816. Il est admis élève surnuméraire à l'École d'artillerie de Metz dans l'attente de l'ouverture de l'École d'état-major, qui a lieu le 6 mai 1818. Il entre dans cette école le 23 janvier 1819. Après des stages aux Cuirassiers de la Reine, au 8e régiment d'infanterie de ligne, au 2e régiment d'infanterie de la Garde et au 1er régiment d'artillerie à pied, il est admis comme lieutenant dans le cadre du corps royal d'état-major le 12 novembre 1824.
À partir du 1er avril 1825, il est employé aux travaux de la carte de France, et est promu capitaine le 27 octobre 1830 au 53e régiment d'infanterie. À partir du 10 avril 1839, il est employé au Dépôt de la Guerre, où il reste d'une façon presque ininterrompue jusqu'à sa mort. Il s'y consacre au classement et à l'étude des Archives des guerres de la Révolution et de l'Empire. Il est promu chef d'escadron le 10 juillet 1848. Nommé chevalier de la Légion d'honneur le 9 janvier 1848, et officier le 24 octobre 1848, il meurt à Paris le 16 mars 1849.

## Ouvrage
- Tableaux des armées françaises pendant les guerres de la Révolution, librairie militaire R. Chapelot, Paris, 1905

## liens externes
- Ressource relative à la vie publique :   - base Léonore
- Notices d'autorité :   - VIAF
  - ISNI
  - BnF (données)
  - GND